# 乔安路
乔安路，CBE（英語：Alan Jope, 1963年—）是一位英国企业家，中文名叫乔安路。2019年1月1日接替退休卸任的保罗·波尔曼，升任联合利华集团首席执行官。

## 生平
1963年出生于苏格兰，毕业于爱丁堡大学商学院，1985年作为市场营销管培生加入英国联合利华，2001年参与哈佛商学院管理课程。2009年担任大中华区总裁常驻上海，2011年进入集团董事会，2014年升任集团个人护理事业部总裁，2019年1月1日升任集团首席执行官，接替退休卸任的保罗·波尔曼。

## 家庭
已婚有三个孩子。